# Trinity Church (Holderness)

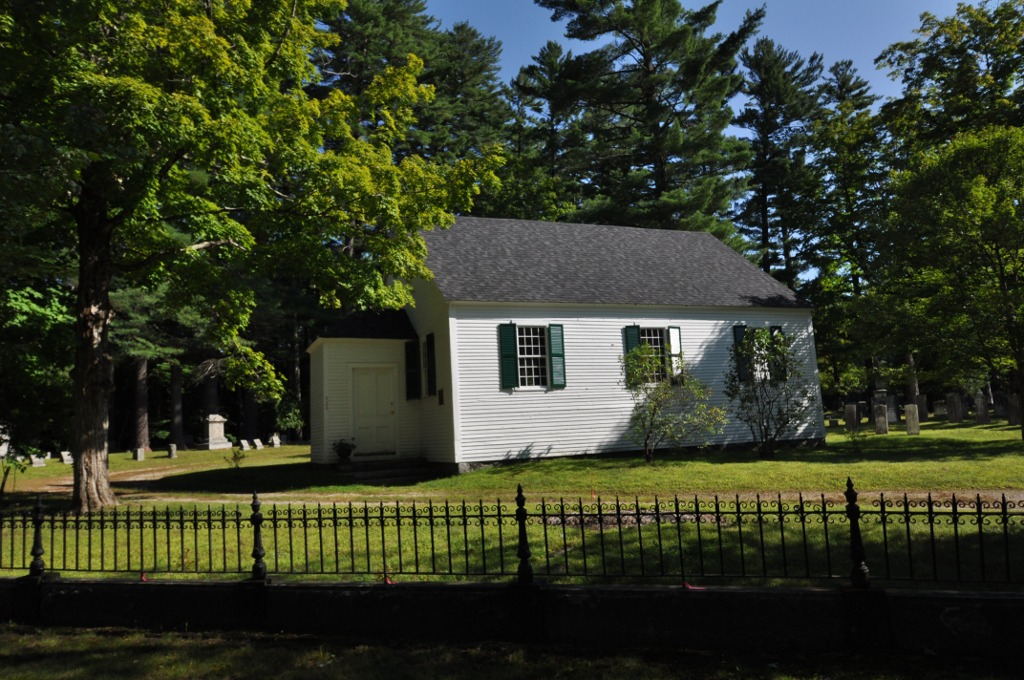
Gebäude von Süden mit Vestibülanbau am westlichen Giebel

Die Trinity Church in Holderness in New Hampshire ist eine historische Kapelle vom Ende des 18. Jahrhunderts. Sie wurde privat gebaut, später einem Friedhof gestiftet und diente als Schulkirche. Das 1797 errichtete Gebäude steht im National Register of Historic Places. Es ist der einzige Sakralbau New Hampshires aus dieser Epoche, der in seiner Gesamtanmutung unverändert erhalten ist.

## Geschichte
Der Bau der Kapelle wurde von Samuel Livermore bezahlt. Dieser war zu der Zeit der größte Landbesitzer in Holderness. Er war Episkopalist und möglicherweise dafür maßgeblich, das Holderness eine der wenigen Gemeinden in New Hampshire war, die damals den Bau episkopalistischer Kirchen unterstützte. Gottesdienste fanden zunächst im Haupthaus von Livermores Anwesen statt, bis er eine eigene Kirche bauen ließ. Diese befand sich bis 1854 im Familienbesitz und wurde dann dem Friedhof gestiftet. 1879 wurde die „Holderness School“ auf dem ehemals Livermore'schen Anwesen eröffnet. Der Gottesdienst fand in der Trinity Church statt, die der Schule als Kirche diente, bis diese 1884 die „Chapel of the Holy Cross“ errichtete. Die Trinity Church wird von der Schule weiterhin zweimal im Jahr für Gottesdienste genutzt, einmal zur Begrüßung der neuen Schüler und einmal zur Verabschiedung der Absolventen.

## Gebäude
Die Kirche unterscheidet sich von den meisten Kirchenbauten der damaligen Zeit durch die Anordnung von Eingang an der westlichen und Altar an der östlichen Schmalseite. Andere Bauten hatten den Eingang an einer Längsseite und die Kanzel gegenüber und dienten nicht nur religiösen Zwecken, sondern auch als Bürgerversammlungshäuser. Der Zugang erfolgt durch einen walmbedachten Vestibülanbau. Der gegenüberliegende Kanzelanbau hat ein Pultdach. Der Bau ist schmucklos bis auf die Verkleidung der Bänke im Inneren. Als Fundament dienen zugehauene Granitblöcke, der Bau ist in Stülpschalungsbauweise ausgeführt. Eine bauliche Veränderung betrifft kleine Erweiterungen am Dach, die den Wasserablauf verbessern sollen.